# Kamsar

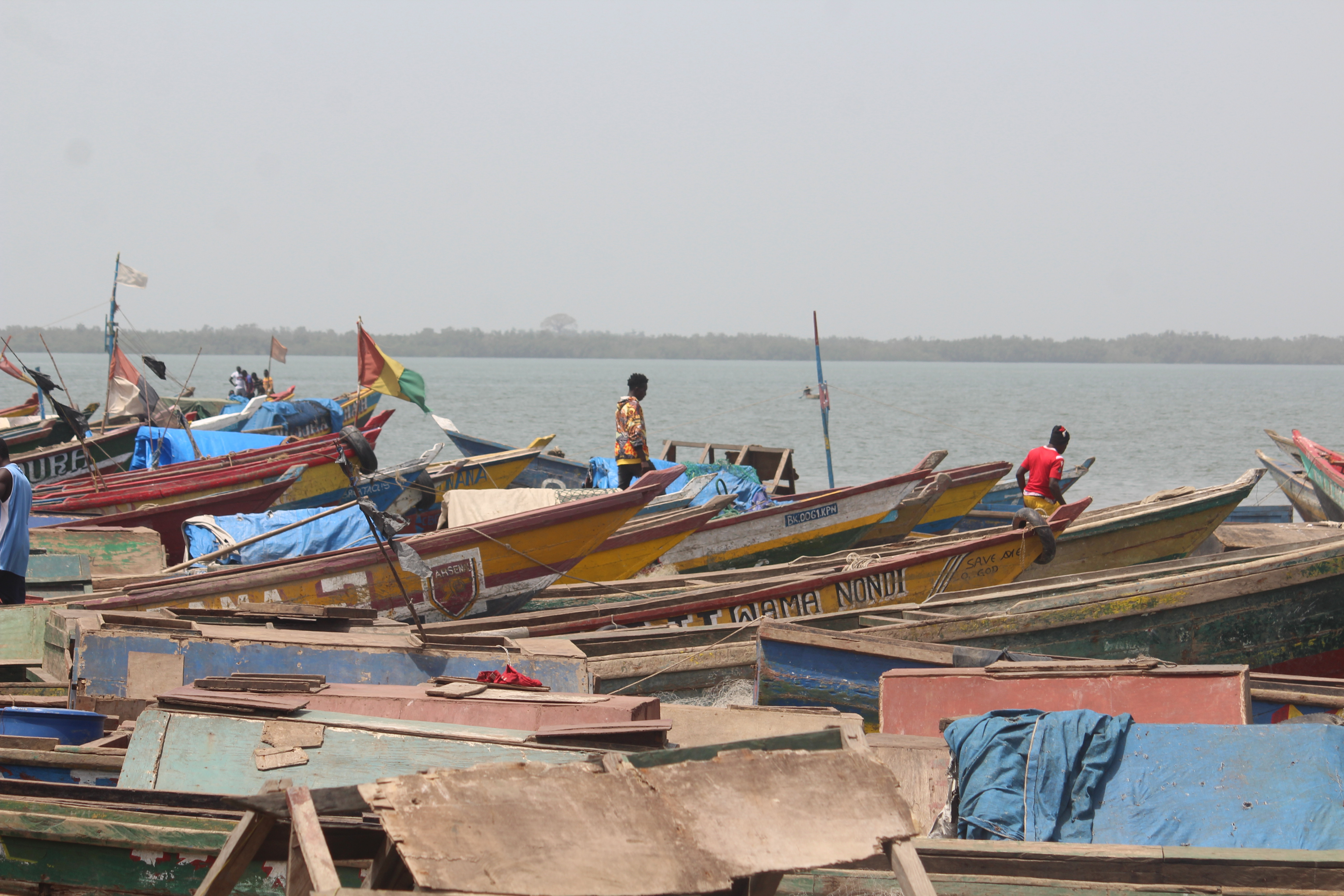
Kamsar

Kamsar es una localidad de la prefectura de Boké en la región de Boké, Guinea, con una población censada en marzo de 2014 de 113 350 habitantes.
Se encuentra ubicada al noroeste del país, junto a la costa del océano Atlántico y la frontera con Guinea-Bisáu.